# The Seventh Date of Blashyrkh
The Seventh Date of Blashyrkh è un disco e DVD live della band black metal norvegese Immortal, pubblicato il 4 agosto 2010 dalla Nuclear Blast.
Registrato al Wacken Open Air il 4 agosto 2007, durante il tour di riunione della band (denominato per l'appunto 7 Dates of Blashyrkh Tour), è considerato il primo vero album dal vivo del gruppo.
Il missaggio è avvenuto agli Abyss Studio di Peter Tägtgren, mentre il mastering si è svolto ai Blacklounge Studios.

## Tracce
1. Intro
2. The Sun No Longer Rises - 5:05
3. Withstand the Fall of Time - 8:59
4. Sons of Northern Darkness - 4:48
5. Tyrants - 7:32
6. One by One	- 5:25
7. Wrath from Above - 5:36
8. Unholy Forces of Evil - 6:56
9. Unsilent Storms in the North Abyss - 3:12
10. At the Heart of Winter - 8:10
11. Battles in the North - 5:22
12. Blashyrkh (Mighty Ravendark) - 6:15

## Formazione[2]
- Abbath - voce, chitarra
- Apollyon - basso
- Horgh - batteria

## Crediti
- Peter Tägtgren - missaggio
- Jonas Kjellgren - mastering
- Ole Vidar Soviknes - video editor